# 3752 Камілло
3752 Камілло (3752 Camillo) — астероїд головного поясу, відкритий 15 серпня 1985 року. Тіссеранів параметр щодо Юпітера — 4,243.